# Natalya Shikolenko
Natalya Shikolenko (Andijã, 1 de agosto de 1964 – 15 de maio de 2025) foi uma atleta bielorrussa, campeã  mundial e medalhista olímpica do lançamento de dardo.
Competiu internacionalmente pela União Soviética, Comunidade dos Estados Independentes e Bielorrússia. Medalha de prata nos Jogos de Barcelona 1992, foi medalha de ouro no Campeonato Mundial de Atletismo de 1995 em Gotemburgo, Suécia.

## Morte
Shikolenko morreu no dia 15 de maio de 2025, aos 60 anos.